# Dysderina princeps
Dysderina princeps là một loài nhện trong họ Oonopidae.
Loài này thuộc chi Dysderina. Dysderina princeps được Eugène Simon miêu tả năm 1891.